# Strutture più grandi dell'universo

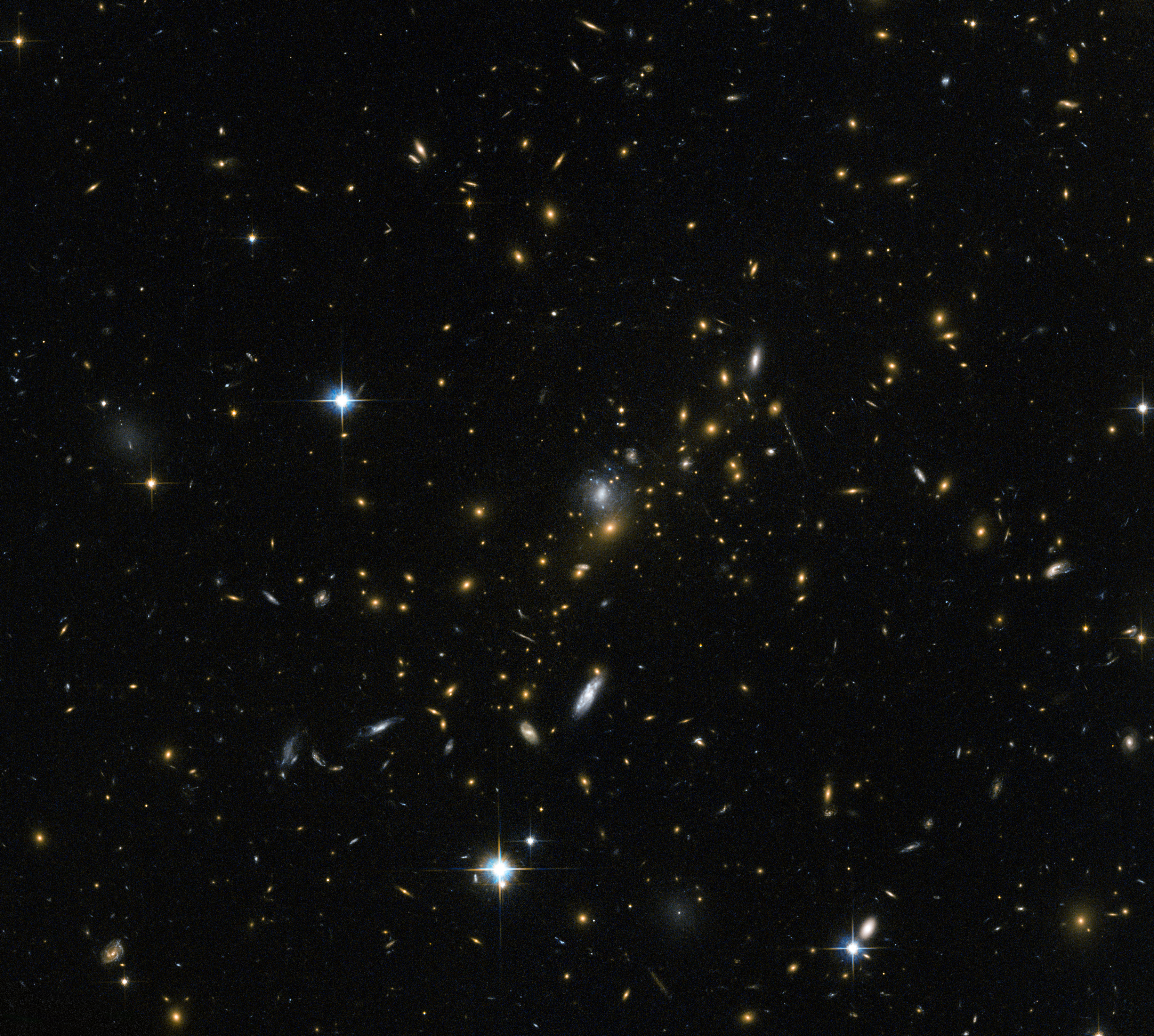
Immagine del massiccio ammasso di galassie MACS J0454.1-0300.

La seguente lista elenca le strutture cosmiche a grande scala, a noi note, di maggiori dimensioni. L'unità di misura impiegata è l'anno luce (la distanza percorsa dalla luce in un anno; approssimativamente 9,46 bilioni di chilometri).
Questa lista include i superammassi di galassie, i filamenti e gli ammassi di quasar (LQG's); ogni struttura è stata caratterizzata sulla base della dimensione maggiore.
Da notare che questa lista si riferisce unicamente a stati di aggregazione della materia e strutture con limiti ben definiti e non in senso generale (ad esempio la radiazione cosmica di fondo che riempie l'intero universo).
Tuttavia sono emerse alcune controversie:
- La Zona di evitamento, o le porzioni di cielo occupate dalla Via Lattea, bloccano la luce di parecchie strutture, rendendo incerta l'identificazione dei loro confini.
- Alcune strutture sono molto distanti anche per i più potenti telescopi attualmente disponibili. Sono stati inclusi alcuni dati per illustrare le strutture, come il fenomeno della lente gravitazionale e lo spostamento verso il rosso.
- Alcune strutture non hanno confini ed estensioni ben definiti, e si ritiene che tutte facciano parte di una rete cosmica. Molte strutture sono il risultato della sovrapposizione di galassie vicine, e ciò rende ragione della difficoltà di definirne i confini.

## Le strutture più grandi dell'universo
| Nome della struttura (anno della scoperta) | Dimensione massima (in anni luce) | Note |
| --- | --------------------------------- | --- |
| Great Gamma-Ray Burst Wall, un superammasso di galassie senza denominazione che corrisponde a NQ2-NQ4 GRB overdensity talora detto impropriamente Grande muraglia di Ercole (2014) | 9 700 000 000 - 10 000 000 000    | Scoperta grazie al mappaggio dei lampi gamma; è la prima struttura a superare i 6 miliardi di anni luce. |
| Giant GRB Ring (2015) | 5 600 000 000                     | Scoperto attraverso la mappatura di lampi gamma. È la seconda più grande struttura conosciuta. |
| Huge-LQG o Huge Large Quasar Group (U1.27) (2012-2013) | 4 000 000 000                     | È un ammasso di 73 quasar. È il più vasto gruppo di quasar scoperto ed il primo a superare i 3 miliardi di anni luce. Tuttavia un articolo del luglio 2013 ipotizza che l'identificazione possa essere un falso positivo.                          |
| Arco Gigante (2021) | 3 300 000 000                     | |
| U1.11 LQG (2011) | 2 500 000 000                     | Gruppo di 38 quasar. Adiacente al Clowes-Campusano LQG. |
| Clowes-Campusano LQG (U1.28) (1991) | 2 000 000 000                     | Gruppo di 34 quasar. Scoperto da Roger Clowes (che ha scoperto anche lo Huge-LQG) e Luis Campusano. |
| Sloan Great Wall (Grande Muraglia di Sloan) (2003) | 1 380 000 000                     | Scoperto grazie al 2dF Galaxy Redshift Survey e allo Sloan Digital Sky Survey. |
| Muro del Polo Sud (2020) | 1 370 000 000                     | |
| King Ghidorah Supercluster (2022) | 1 370 000 000                     | |
| Grande Anello (2024) | 1 300 000 000                     | |
| (Limite teorico) | 1 200 000 000                     | In accordo con tutte le stime effettuate, strutture più grandi di queste dimensioni sono incompatibili con il principio cosmologico. |
| Ho'oleilana Bubble (2023) | 1 000 000 000                     | |
| BOSS Great Wall (BGW) (2016) | 1 000 000 000                     | Struttura costituita da 4 superammassi di galassie. La massa e volume superano quelle dello Sloan Great Wall. |
| Complesso di superammassi dei Pesci-Balena (1987) | 1 000 000 000                     | Contiene la Via Lattea ed è il primo filamento di superammassi di galassie scoperto; il primo ammasso di quasar (LQG) fu scoperto precedentemente nel 1982. Uno studio del 2014 ha confermato che la Via Lattea è parte del superammasso Laniakea. |
| Filamento di Perseo-Pegaso (1985) | 1 000 000 000                     | |
| Superammasso del Bulino (SCl 059) | 910 000 000                       | Costituito da oltre 550.000 galassie. È il più grande tra tutti i superammassi di galassie. |
| Superammasso di Ofiuco | 858 000 000                       | |
| Superammasso del Dragone (SCl 114) | 808 000 000                       | |
| Grande Muraglia o Grande Parete (CfA2 Great Wall) (1989) | 750 000 000                       | Conosciuta anche come Coma Wall (Muro della Chioma). |
| South Pole Wall | 700 000 000                       | Filamento di galassie scoperto nel 2015 coincidente con il polo sud celeste. |
| Superammasso del Boote (SCl 138) | 620 000 000                       | |
| Superammasso dell'Orologio-Reticolo (SCl 048) (2005) | 550 000 000                       | Noto anche come Superammasso dell'Orologio. |
| Laniakea (Superammasso Laniakea) (2014) | 520 000 000                       | È il superammasso di galassie in cui è contenuto il Gruppo Locale, la Via Lattea, il Sistema Solare e quindi la Terra. |
| Komberg–Kravtsov–Lukash LQG 11 | 500 000 000                       | Scoperto da Komberg, Kravstov e Lukash. |
| Proto-superammasso Hyperion (2018) | 490 000 000                       | Il più antico e grande proto-superammasso |
| Komberg–Kravtsov–Lukash LQG 12 | 480 000 000                       | Scoperto da Boris V. Komberg, Andrey V. Kravstov e Vladimir N. Lukash. |
| Newman LQG (U1.54) | 450 000 000                       | |
| Komberg–Kravtsov–Lukash LQG 5 | 430 000 000                       | Scoperto da Boris V. Komberg, Andrey V. Kravstov e Vladimir N. Lukash. |
| Tesch–Engels LQG | 420 000 000                       | |
| Grande Attrattore | 400 000 000                       | |
| Superammasso di Shapley | 400 000 000                       | Inizialmente scoperto nel 1930 da Harlow Shapley come un addensamento di galassie, fu identificato come una struttura vera e propria nel 1989. |
| Komberg–Kravstov–Lukash LQG 3 | 390 000 000                       | Scoperto da Boris V. Komberg, Andrey V. Kravstov e Vladimir N. Lukash. |
| U1.90 | 380 000 000                       | |
| Filamento della Lince–Orsa Maggiore (LUM Filament) | 370 000 000                       | |
| Muro dello Scultore | 370 000 000                       | Noto anche come Southern Great Wall. |
| Komberg–Kravtsov–Lukash LQG 2 | 350 000 000                       | Scoperto da Boris V. Komberg, Andrey V. Kravstov e Vladimir N. Lukash. |
| Filamento z=2.38 attorno al protoammasso ClG J2143-4423 | 330 000 000                       | |
| Webster LQG | 320 000 000                       | Il primo ammasso di quasar (LQG - Large Quasar Group) scoperto. |
| Komberg–Kravtsov–Lukash LQG 8 | 310 000 000                       | Scoperto da Boris V. Komberg, Andrey V. Kravstov e Vladimir N. Lukash. |
| Komberg–Kravtsov–Lukash LQG 1 | 280 000 000                       | Scoperto da Boris V. Komberg, Andrey V. Kravstov e Vladimir N. Lukash. |
| Komberg–Kravtsov–Lukash LQG 6 | 260 000 000                       | Scoperto da Boris V. Komberg, Andrey V. Kravstov e Vladimir N. Lukash. |
| Komberg–Kravtsov–Lukash LQG 7 | 250 000 000                       | Scoperto da Boris V. Komberg, Andrey V. Kravstov e Vladimir N. Lukash. |
| King LQG | 235 000 000                       | Scoperto da George King |
| ClG 1335.8+2834 | 230 000 000                       | |
| Komberg–Kravtsov–Lukash LQG 9 | 200 000 000                       | Scoperto da Boris V. Komberg, Andrey V. Kravstov e Vladimir N. Lukash. |
| MOF 3501 | 200 000 000                       | |
| EQ J221734.0+001701 (Newfound Blob) | 200 000 000                       | È un protoammasso di galassie Lyman-break e grandi bolle di gas, note come blob Lyman-alpha, |
| Superammasso dell'Orsa Maggiore (SCl 109) | 200 000 000                       | |
| Komberg-Kravtsov-Lukash LQG 10 | 180 000 000                       | Scoperto da Boris V. Komberg, Andrey V. Kravstov e Vladimir N. Lukash. |

## Lista dei più grandi vuoti conosciuti
I Vuoti sono immensi spazi situati tra i filamenti di galassie e altre strutture a grande scala dell'universo. Tecnicamente non sono strutture vere e proprie, trattandosi di vasti spazi che contengono pochissime o addirittura nessuna galassia. Si ipotizza che siano il risultato di fluttuazioni quantistiche nella prime fasi di formazione dell'universo.
Segue una lista dei più grandi vuoti conosciuti, classificati secondo la loro dimensione maggiore.
| Vuoto - nome/designazione                       | Dimensione massima (in anni luce)   | Note |
| ----------------------------------------------- | ----------------------------------- | --- |
| Vuoto KBC                                       | 2 000 000 000                       | È il vuoto che contiene la Via Lattea e il Gruppo Locale. |
| Vuoto Gigante                                   | 1 300 000 000                       | Detto anche Supervuoto dei Cani da Caccia. |
| Tully-11 void                                   | 880 000 000                         | Catalogato da R. Brent Tully. |
| Tully-10 void                                   | 792 000 000                         | Catalogato da R. Brent Tully. |
| Tully-9 void                                    | 746 000 000                         | Catalogato da R. Brent Tully. |
| B&B Abell-20 void                               | 684 000 000                         | |
| B&B Abell-9 void                                | 652 000 000                         | |
| Tully-7 void                                    | 567 240 000                         | Catalogato da R. Brent Tully. |
| Tully-4 void                                    | 564 000 000                         | Catalogato da R. Brent Tully. |
| Tully-6 void                                    | 557 460 000                         | Catalogato da R. Brent Tully. |
| Tully-8 void                                    | 554 200 000                         | Catalogato da R. Brent Tully. |
| B&B Abell-21 void                               | 521 600 000                         | |
| B&B Abell-28 void                               | 521 600 000                         | |
| Supervuoto di Eridano (Macchia fredda del WMPA) | 489 000 000 (valore più verosimile) | Una recente analisi effettuata dal Wilkinson Microwave Anisotropy Probe (WMAP) nel 2007 ha rilevato un'irregolarità della fluttuazione della temperatura del radiazione cosmica di fondo in prossimità della costellazione di Eridano con il riscontro di una temperatura di 70 microkelvins più fredda rispetto alla media della temperatura CMB. Si ipotizza che un vuoto, delle dimensioni riportate nella colonna precedente, potrebbe esserne la causa. Ma potrebbe essere anche esteso 1 miliardo di anni luce, quindi molto simile alle dimensioni del Vuoto Gigante. |
| B&B Abell-4 void                                | 489 000 000                         | |
| B&B Abell-15 void                               | 489 000 000                         | |
| Tully-3 void                                    | 489 000 000                         | Catalogato da R. Brent Tully. |
| 1994EEDTAWSS-10 void                            | 469 440 000                         | |
| Tully-1 void                                    | 456 400 000                         | Catalogato da R. Brent Tully. |
| B&B Abell-8 void                                | 456 000 000                         | |
| B&B Abell-22 void                               | 456 000 000                         | |
| Tully-2 void                                    | 443 360 000                         | Catalogato da R. Brent Tully. |
| B&B Abell-24 void                               | 423 800 000                         | |
| B&B Abell-27 void                               | 423 800 000                         | |
| B&B Abell-7 void                                | 391 200 000                         | |
| B&B Abell-12 void                               | 391 200 000                         | |
| B&B Abell-29 void                               | 391 200 000                         | |
| 1994EEDTAWSS-21 void                            | 378 160 000                         | |
| Southern Local Supervoid                        | 365 120 000                         | |
| B&B Abell-10 void                               | 358 600 000                         | |
| B&B Abell-11 void                               | 358 600 000                         | |
| B&B Abell-13 void                               | 358 600 000                         | |
| B&B Abell-17 void                               | 358 600 000                         | |
| B&B Abell-19 void                               | 358 600 000                         | |
| B&B Abell-23 void                               | 358 600 000                         | |
| 1994EEDTAWSS-19 void                            | 342 100 000                         | |
| Vuoto del Boote                                 | 330 000 000                         | |
| 1994EEDTAWSS-12 void                            | 328 000 000                         | |